# Warsteiner
La Warsteiner è una birra chiara a bassa fermentazione tedesca, prodotta dal Warsteiner Brauerei, birrificio attivo dal 1753 nella località di Warstein, in Germania quando l'agricoltore Antonius Cramer comincia a produrre birra per la vendita oltre che per il consumo domestico. Il motto della casa produttrice è Eine Königin unter den Bieren (in italiano "Una regina fra le birre"), con chiaro riferimento alla corona disegnata nel simbolo della birra.
Prodotta con una pregiata varietà locale di luppolo, la Warsteiner si contraddistingue come birra pilsner per il suo aroma luppolato, il gusto leggermente amaro e per la sua freschezza e digeribilità.

## Storia
La famiglia Cramer inizia a produrre birra a Warstein nel 1753 quando l'agricoltore Antonius Cramer è costretto a pagare la prima volta 1tallero e 19 fiorini di tasse per aver oltrepassato il volume massimo consentito per il consumo personale, iniziando quindi a vendere la birra prodotta.
Il figlio Johannes Vitus Cramer negli anni successivi continua l'attività trasferendo la produzione nella sua casa, favorita dalla posizione nel centro della città. Nel 1802 la casa, come gran parte della città, viene distrutta da un incendio. L'anno successivo il birrificio viene ricostruito nella stessa posizione e dotato di un pub in grado di servire le birre prodotte. Nel 1804 la gestione del birrificio passa al figlio primogenito Casper.
Nel 1884 la Warsteiner inizia a diffondersi sul mercato tedesco grazie al collegamento del birrificio con la ferrovia. Negli anni successivi la produzione assume caratteri industriali con la messa in funzione della prima macchina a vapore nel 1895 e l'ingresso nel registro delle imprese nel 1898. Con la scoperta nel 1927 ad opera di Albert Cramer della fonte d'acqua Kaiserquelle, situata nei pressi del bosco di Arnsberg e caratterizzata da una bassa durezza, a partire dal 1928 la Warsteiner si concentra sulla produzione di birra Pilsner, con l'acqua che diventa un elemento fondamentale per il gusto della birra. Negli anni successivi la domanda di Premium Pils aumenta costantemente fino ad arrivare a saturare la produzione. Nel 1974 viene avviata la costruzione di un nuovo birrificio, situato alla periferia sud di Warstein, per far fronte alla domanda crescente; la costruzione termina due anni più tardi con l'inaugurazione del birrificio Waldpark.
Nel 1994 ad Amburgo si diffonde la notizia di un presunto collegamento tra la Warsteiner e Scientology: in breve tempo la notizia raggiunge tutta la Germania: nonostante la secca smentita della Warsteiner che arriva a pubblicare annunci a tutta pagina su riviste e quotidiani a tiratura nazionale nell'autunno dello stesso anno e, poi, nel 1997, questo episodio genera un forte calo delle vendite negli anni successivi.
Nell'agosto 2013 si verifica un focolaio di legionellosi nella città di Warstein che colpisce circa 165 persone causando 3 morti: l'11 settembre viene annunciato il ritrovamento della legionella nelle piscine di depurazione dell'impianto di trattamento delle acque reflue e nel sistema di raffreddamento del birrificio; per contrastare il batterio vengono svolte disinfezioni a raggi ultravioletti delle torri di raffreddamento e del processo di gestione delle acque reflue. Nel febbraio 2014 Johannes Remmel, ministro dell'ambiente della Renania Settentrionale-Vestfalia, annuncia che nel gennaio di quello stesso anno sono state rilevate concentrazioni di legionella molto elevate nelle vasche di aerazione del birrificio. Secondo alcune stime i lavori per eliminare il focolaio costeranno circa sette milioni di euro.

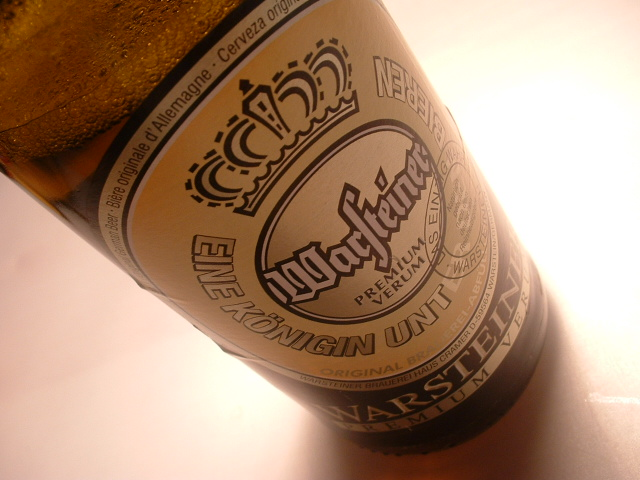
Bottiglia di Warsteiner Premium Verum

## Varianti
- Warsteiner Premium Verum - Birra di tipo Pilsner, con grado alcolico 4,8% vol, prodotta dal 1928 con l'acqua della sorgente Kaiserquelle[7].
- Warsteiner Premium Fresh - Versione analcolica della Premium Verum, da cui viene ottenuta eliminando l'alcool al termine della fermentazione[8].
- Warsteiner Premium Lemon - Birra composta per il 60% da Warsteiner Premium Verum e per il 40% da lime con grado alcolico 2,9% vol[9]
- Warsteiner Herb - Birra di tipo Pilsner, con grado alcolico 4,8% vol e caratterizzata dalla presenza del luppolo aromatico proveniente dall'Hallertau[10], disponibile anche in versione analcolica.
- Warsteiner Winter - Birra invernale con grado alcolico 5,6% vol caratterizzata da un aroma maltato[11].
- Warsteiner Dunkel - Birra scura Dunkel, con grado alcolico 4,8% vol[12]
- Warsteiner Radler Zitrone - Radler con grado alcolico 2,9% vol[13], disponibile anche in versione analcolica.
- Warsteiner Ginger - Birra composta da Warsteiner Premium Verum e ginger con grado alcolico 2,5% vol[14]